# Sclerophrys garmani
Sclerophrys garmani és una espècie de gripau de la família dels bufònids. Va ser descrit com a Bufo garmani per Seth E. Meek el 1897. Va ser nomenat en honor del zoòleg nord-america Samuel Garman (1843-1927).
De 2006 fins a 2016 va ser classificat com a Amietophrynus garmani. El 2016 Ohler & Dubois van reorganitzar el tàxon i classificar-lo en el gènere dels Sclerophrys.

## Distribució
Viu a Botswana, Etiòpia, Kenya, Moçambic, Namíbia, Somàlia, Sud-àfrica, Eswatini, Tanzània, Zàmbia i Zimbàbue. El seu hàbitat inclou sabanes i boscs tropicals o subtropicals, però també en piscines en àrees urbanes. És classificat com a risc mínim, com que té una capacitat d'adaptar-se i ocupar un vast territori, tot i que perd molt del seu hàbitat natural per la urbanització i la desforestació.